# Hastings (Michigan)
Hastings – miasto w Stanach Zjednoczonych, stanie Michigan, siedziba hrabstwa Barry. Jest również jedynym miastem w tym hrabstwie.